# La corsa della morte
La corsa della morte (Salty O'Rourke) è un film del 1945 diretto da Raoul Walsh.